# 외젠 슈엘러

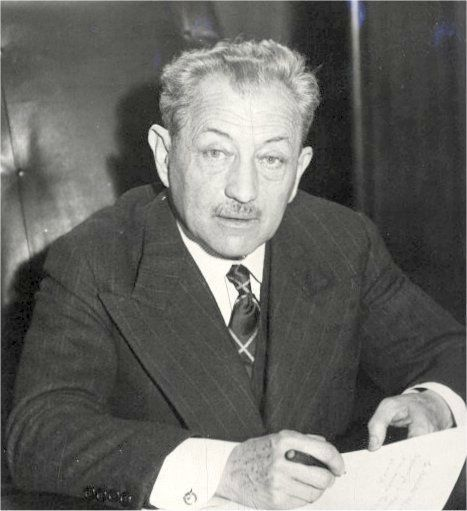

유진 폴 루이스 슈엘러(Eugène Paul Louis Schueller, 1881년 3월 20일 ~ 1957년 8월 23일)는 화장품 회사 로레알의 창립자이다.